# パワプロクンポケット4
『パワプロクンポケット4』は、2002年3月20日にコナミから発売されたゲームボーイアドバンス用のゲームソフトである。パワプロクンポケットシリーズの第4作目にあたる。略称は『パワポケ4』。キャッチコピーは「ゲームがもりだくさんだ!!」。

※2006年3月31日の持株会社化に伴い、版権はコナミデジタルエンタテインメントに移っている。

## 概要
球場が前作より拡大・ペナントモードの追加・各チームの投手数が10人に増加され、1チーム24人になるなど、野球ゲームとしてより楽しめるよう改良された。
今作から「もう1つのサクセス」が「裏サクセス」という名称で定着した。また、過去作品からのキャラクターが多数登場するスター・システムも本作から導入された。

## 主な新要素・変更点

### 追加モード
- ペナント

プロ野球の公式戦のペナントを楽しむモード。1人用モードで実在球団とアレンジチーム（パワポケオリジナルチームとしてパワポケ1〜4の主人公所属チーム、大安高校、デビルスターズ）から6球団（自分の操作チームと相手5チーム。重複可能）を選ぶ。
セ・リーグとパリーグのルール（主な違いは試合日程および指名打者の有無）と試合数を選択できる。
- アルバム

イベントなどで条件を満たすとエンディングやスタッフロールが追加され、このモードでいつでも見ることができる。コンプリートすると隠し画像が追加される。正式には前作から追加されていたが、登録した選手ごとのエンディングに登場したものしか見られなかった。今作から独立したモードになった。

### その他
- アレンジで登録できるチームが2→6になった。
- 収録されているプロ選手のマイナス特殊能力が、発動するものの非公開となった。以後『パワポケ10』までマイナス能力の公開はなかった。

## 収録ミニゲーム
- 弾出る飛行機ぴゅんぴゅんぴゅん

グラディウスシリーズをモチーフとした横スクロールシューティングゲーム。マルチプル1個が装備された自機を操り、4体の中ボスとボスを倒す。特定の敵キャラや編隊を倒すと4種類の武器に変化するカプセルがもらえる。サクセス中では10000点突破でクリア。レベルが上がると敵弾の数が増え、ボスの耐久度が上昇する。
- 大岩ごろごろGOGOGO!

障害物を避けながらゴールまで大岩から逃げるゲーム。障害物には岩やモグラやひよこなどがいる。道中でコインを拾うと点数が入り、クリア時に点数と同じ金額が手に入る。レベルが上がるとコースが長くなる。
- さるさるパラダイス

サルにボールをぶつけるゲーム。十字キーで照準を合わせ、Aボタンでボールを発射する。森本に当ててしまうとペナルティとしてボールの数が減らされる。基本的にサルの登場はランダムだが、途中でサルが連続して出るパターンがある（レベル4では画面いっぱいに一気に登場する）。
- ときめき算数ざんす

9枚のパネルのうち3つの数字を足して出題された数字にするゲーム。複数パターン正解がある問題もある。レベルが上がると問題が複雑になる。制限時間はサクセス中ではレベル1・2は1分、レベル3は45秒、レベル4は30秒で10問正解すればクリア。おまけモードではレベル1・2が1分、レベル3・4が2分となっている。

## 表サクセス（日の出高校編）
日の出島に存在する日の出高校が舞台となる。主人公は父親と2人でこの島に引っ越してきた際、あけぼの丸の慰霊碑を倒してしまう。それが原因となって、日の出高校の野球部では、神隠しなど、オカルトのような事件が起こる。パワポケシリーズの中でもかなりホラー要素が強い。
話ごとに決められた条件を満たせないとゲームオーバーになる。2年目までは試合に負ける（部費不足による不戦敗含む）か特定イベントで呪いが発生して部員が1人消え、これによって2年目の最低部員数が野手8人・投手1人を下回った場合でもゲームオーバーになる。
前作は守備のセミオートとオート、走塁のセミオート・打撃のロックオン設定はパーツを手に入れることで行っていたが、今作からサクセス開始時で設定できるようになった。ただし、走塁守備設定をオート・ロックオンをありに設定すると初期能力が下がってしまう。
また彼女候補の好感度が増減する際の表示は、前作『パワポケ3』では「○○と仲良くなった」といった内容のみであったが、本作からは「〇〇の好感度が1上がった」のように具体的な数値が表示されるようになった。
前作にあったお金の概念が今作にもあり、うろつきのよろず屋によるアイテムの購入や、公式試合の費用やイベントなどで使うことになる。お金が足りないと試合に出場出来なくなるなどの悪いイベントが起こることもある。1年目は主人公の小遣いとして存在しているが、2年目以降は部費と合わせて管理するようになる。
お金は毎月4週目の小遣いと2ヶ月に一度(偶数月)の部費徴収で増えるほか、2年目4月に開放されるアルバイトコマンドでアルバイトをして給料をもらうことができる(ただしアルバイトを1度でも行うと小遣いが停止される)。なお、一部のアルバイトでは事故で怪我することもある。
各学年のシナリオ名とクリア条件
- 第壱話「消える」…1年目が終わるまでに部員を9人以上集まればクリア。ただし、9人以上であっても野手が最低8人と投手が最低1人いないとクリアにはならないが、主人公が野手の場合は山田が投手になり、イベントで自動的に山本が入部するので実際は野手を6人集めればクリアとなる。
- 第弐話「海越え」…野手8人、投手1人を残した状態で1勝すればクリア。最大で3試合あるが、1勝した時点で残りの試合はなくなる。夏の大会は自動的に試合に負け、その呪いで山本が抜けてしまうが1年目で人数を達成すると自動的に秋穂が入部するので夏の大会だけでゲームオーバーになることはない。
- 第参話「甲子園」…クリア条件は無く、夏の大会初戦で負けても選手登録できる。

### あらすじ
本土から日の出島に引っ越してきた主人公は、その道すがら誤って島の慰霊碑を倒してしまう。その後野球部に入った主人公だったが、部は非常にレベルが低かった。ある日、他校との試合でボロ負けした際、突然キャプテンが目の前で消えてしまった上、他の部員たちはキャプテンのことを忘れてしまっていた。このことを知った日の出神社の神主・天本セツは「これは慰霊碑が倒れた呪いで、それを解くには甲子園に出場するしかない」と主人公に告げる。次の日、野球部の弱さを考えるとそのあまりにも高い目標に落胆する主人公だったが、野球部の部室が火事で全焼してしまい、部は解散となってしまう。さらに途方に暮れる主人公だったが、「呪いなんかに負けてたまるか」と思い直し、野球部再建を決意する。

### 登場人物

#### 日の出高校

##### 野球部

###### 主要人物
主人公（しゅじんこう）
父の仕事の都合で、本土から日の出島へ移ってきた高校生。母はすでに亡く、父子家庭である。引越当日に島の慰霊碑を倒して呪われてしまい、呪いを解くためには甲子園出場以外ないとセツから知らされ、それを打ち破るべく野球部再建に奔走する。
任天堂のゲームハードを多く所持しており、バーチャルボーイも持っているということから、山田とは違うマニアな面も持つ。また、ゲーム以外にもこの年頃には不相応なほどに多数の電子機器を所持しているなど、家庭の経済状況はかなり恵まれている描写がある。
山田 平吉（やまだ へいきち）
今作の相方メガネで、これまでの相方同様マニア。野球部が廃部の危機に立たされた中残留し、主人公と共に部の再建に乗り出す。主人公とは仲がよいが、マニアぶりには主人公がついていけないこともある。実は天本玲泉は腹違いの妹。ポジションは投手（主人公が投手のときは捕手）。右投右打。

###### チームメイト
菱村 飛男（ひしむら とびお）
野球部のキャプテン。最初に神隠しに遭い、主人公以外から存在を忘れられてしまう。全てが終わった後に解放されたが、神隠しに遭っていた2年間の記憶がなく、その真相を追い求めるうちにオカルトにはまり、その道で有名となる。後に『パワポケ7』にも登場した。ポジションは投手。左投左打。顔グラフィックが用意されていない。
山本 有三（やまもと ゆうぞう）
野球部の部員。野球部の活動再開後に自ら野球部に戻る。2年目の夏の大会で敗退後に神隠しに遭ってしまうが、全てが終わった後に解放された。ポジションは外野手。右投右打。赤特能持ちの選手が多い日の出高校メンバーの中では珍しく青特能を多数取得している。
大神 博之（おおがみ ひろゆき）
大神グループ会長の息子。主人公の一年後輩で、主人公が三年の時に引っ越してきた。野球の実力は投打共に一流クラスだがチョコレートアレルギーを患っており、前の学校ではそれにつけこんだ嫌がらせのため野球から離れていた。主人公の説得で再び野球を始める。島岡とは何かと対立していたが、のちに友情が芽生える。
主人公達が卒業した後は、たった一人から野球部を立て直し、自身の卒業後は日の出高校で監督をやろうと思っていたが、後に父親がモグラーズを買収し、『パワポケ5』より彼もプロの道を歩む事となる。ポジションは投手（主人公が投手のときは外野手）で、サクセス中でも最高クラスの能力を誇る。右投左打。後の作品でも登場し、『11』では父親の後を継いで会長となる。
森本 満（もりもと みつる）
野球部の部員。身のこなし、セリフなどが猿そっくりで自宅も山の中にある。台詞が猿っぽいのは声質が高く「キーキー」という音が目立っているだけで、実際はきちんと人の言葉を話している。テストで満点手前を取るほど成績優秀。卒業後は世界中のジャングルを歩き回って論文を執筆している。ポジションは遊撃手。右投右打。1年目のミニゲームをクリアしていない場合は2年目に陸上部に入る。
小山 高雄（こやま たかお）
巨漢で力持ちの部員。森本とは親友。過去のトラウマから血を見ると暴走してしまう。見た目に反して涙もろく、感動する話には弱い。親の仕事である林業を手伝っており、卒業後も島に残り林業を続けている。ポジションは外野手。左投右打。
島岡 武雄（しまおか たけお）
村長の息子。性格は生意気だが、野球に対する想いは本物で技術も高い。卒業後は大学へ進学し野球を継続。先輩達にしごかれ、心身ともに成長した事が描写されている。後に『パワポケ6』にも登場した。ポジションは三塁手。右投右打。1年目のミニゲームをクリアしていない場合は2年目に柔道部に入る。
堤 篤弘（つつみ あつひろ）
学校一の秀才。物語の進め方によっては、神隠しについて調査を進めて真相に近づくことに成功したが、結局は神隠しに遭ってしまう展開になることもある。
卒業後は科学者を目指して大学へ進学。多忙の中でも主人公が出場する試合をラジオで観戦し、叱咤激励する。ポジションは二塁手。右投右打。主人公が野手の場合、サブポジションを持たせるのに不可欠な人物でもある。
秋穂 不作（あきほ ふさく）
山田が野球部に連れてきた少年。自称「ぶきみ君」。能力が低く、主人公に呪いを掛けてきたりする困った人物。選択肢によっては真剣に野球に取り組むようになる。ポジションは外野手。右投右打。卒業後は占い師をする傍ら、草野球のチームを運営する。
上田 卓未（うえだ たくみ）
日の出高校の生徒。主人公に説き伏せられ野球部に入る。昼食のおにぎりを何ヶ月も机の中に放置して腐らせた上に、自分では気づかないなどどこか抜けている。沈没船の辺りをうろついていることもある。ポジションは外野手。右投右打。
村田 克哉（むらた かつや）
日の出高校の生徒。裏山によく出入りしており、そこで出会った主人公に誘われて野球部に入る。ツチノコやUFOを見たと言って授業をよくサボる。裏山によく出入りしているため、スポーツマンのような色黒の外見だが、運動は苦手らしい。島岡を仲間にし、かつよろず屋に何度か寄っている場合、登場し部に加入することも。上田とは親戚関係にあたる。『パワポケ13』で開拓高校の監督として再登場する。ポジションは三塁手。右投右打。
石田 昭三（いしだ しょうぞう）
日の出高校の生徒。主人公に「運動が苦手そう」とバカにされ、運動が得意なことを証明するため自分から野球部に入る。実家は天ぷら屋で、おやつとしてコロッケを食べているうちに太ってしまった（走力は見た目ほど遅くはなく、上田や村田よりも高い）。ポジションは捕手。右投右打。
黒野兄弟（くろのきょうだい）/黒野 球一（くろの きゅういち）、黒野 球二（くろの きゅうじ）、黒野 球三郎（くろの きゅうさぶろう）、黒野 球四郎（くろの きゅうしろう）
黒野博士が造ったクローン人間の兄弟。ポジションは名前順に外野手・三塁手・投手・遊撃手。4人とも右投右打。世界征服に関係無いということで黒野博士が高校に行かせるのをやめさせていたが、もっと経験を積んで博士の役に立ちたいと言い出し、許可を得て学校へ通い野球部に入部した。しかし、野球が好きになるにつれ自我が目覚めたのか、博士の言うことを聞かずに野球の練習ばかりするようになる。
研究室をうろつく時期により、1年目に初めて研究所に訪れると野手の球一、球二、球四郎3人が野球部に入部し、2年目に初めて研究所を訪れると投手の球三郎が野球部に入部するが、野手の球一、球二、球四郎3人か投手の球三郎1人のどちらかしか仲間に出来ない。その為に神隠しで人材不足に陥りやすい上に投手不足な本作で数と投手のどちらを取るかが悩みどころとなる。パワーアップイベントが完了すると、登録名が変わる（「黒野○」→「黒野球○」へと変更）。

#### 対戦高校の選手
赤坂 洋一（あかさか よういち）
主人公が日の出島に来る前にいた高校である「大安高校」のキャプテンで4番の捕手。右投右打。主人公や秋生と仲が良い。暇さえあれば公園でも堂々と筋トレする熱血漢だが、学業は苦手である。
真賀津（まがつ）
主人公の転校後に大安高校野球部に入部。赤坂の1年後輩。高速シンカーと140キロ後半の速球を武器とするエースとして主人公達の前に立ちはだかる。投手だが、野手としても優秀。右投右打。関西弁でしゃべる生意気な性格であり、当初は日の出ナインを見下していたが、試合に負けると潔く敗北を認める素直な一面も持つ。
布具里 珠男（ふぐり たまお）
地方大会で対戦する「鎮台高校」のキャプテンで、エース兼四番。右投右打。アルベルトから買った人工精霊を使用している。
写六（しゃーろっく）
甲子園大会1回戦の対戦相手「湖南学園」のキャプテン。捕手。右投両打。安定した能力とトップレベルの守備が売り。チームの行く先ではなぜかいつも謎の殺人事件が起こる。「初歩だよ、初歩」が口癖。
磯（いそ）
甲子園大会2回戦の対戦相手「スクール学園高校」のキャプテンで4番。右投右打。ポジションは三塁手。学校名の由来は3つの高校が合併した際に、新校名で揉めた結果「下半分を並べる」という妥協案で落ち着いた結果。この変な学校名を変えるために甲子園で有名になって抗議しようとするが、日の出高校に負けた後は、学校名を誰にもバカにされないよう野球の名門校として名を挙げようと努力する。
皇 帝（すめら みかど）
甲子園大会決勝の対戦相手「超最強学園（「グレイテストがくえん」と読む）のキャプテンでエース。制球、変化球がピカイチで、速球、スタミナ、野手能力もかなりのもの。試合に負けると「野球のルールがおかしいんだ！」などと言い出す負けず嫌い。左投両打。
原作と攻略本では単に名字「皇」と表記されたが、『実況パワフルプロ野球アプリ』のパワポケコラボ第1弾としてゲスト出演した際にフルネームが「皇 帝（すめら みかど）」であることが判明。
統道（とうどう）
「超最強学園」の4番。語尾に「ゴワス」をつけるいかつい男。捕手（サブポジションに外野）。モー娘。の加護ファン。右投右打。

#### 彼女候補
天本 玲泉（あまもと れいせん）
天本セツの孫で主人公の同級生。10月25日生まれ。常に笑顔を絶やさない人物。日の出神社で巫女として手伝いながらセツと二人暮らしをしている。性格は飄々としていて、どこか謎めいたところがある。いつも笑顔でいる理由は「表情が不器用だから」「笑っていれば幸せがくるかもしれない」との事。ストーリーの中核である『呪い』の正体を知る人物で、彼女にした時のみ真相が聞ける。なお、両親はすでにおらず、父親は生まれる前に蒸発し、母親は9歳の時に焼身自殺している。両親の話は日の出島で禁忌とされており、周囲の人物も滅多に話そうとしない。また、彼女の父親は山田の父親であり、つまり彼女もメガネ一族の一人である。そのため山田とは異母兄妹にあたる。
『パワプロアプリ』でパワポケコラボ第2弾にて、花丸高校（コラボシナリオの主人公チーム）のマネージャーとして登場している。西川直樹（シナリオ担当）のコメントによると、「ストーリーを動かすキャラとしては非常に優秀だが、『4』ではメインストーリーにがっつり縛られていたので本人のキャラ面が描写不足だったから、キャラ性の補元を兼ねるとして原作のマネージャーを差し置いて登場する」とのこと。
神木 唯（かみき ゆい）
野球部のマネージャー。消えた菱村キャプテンの幼なじみで、特に波乱も起きない普通の彼女候補。純真で明るい性格で、髪型はポニーテール。家族が電器店を経営しており、彼女も手伝うことがある。そのため、金銭の管理にはかなり厳しい。一度別れても好感度を高めれば、もう一度付き合うことができる。
田中 深雪（たなか みゆき）
主人公のクラス担任で野球部顧問。主人公を気遣ってくれる優しい先生だが、ある秘密を持っている。島に来る前までは男と同棲していたが、喧嘩が絶えなくなって相手が半ばストーカー状態になってしまったために逃げ出してきたらしい。展開によっては主人公や彼の父親と恋仲になるが、あるルートを辿ることによって、彼女の秘密に迫ることが出来る。実は彼女自身はすでに亡くなっており、主人公が初めて日の出島にやってきた日に、以前付き合っていた男に殺されていた。
島岡 希美（しまおか のぞみ）
島岡武雄の姉で主人公より一つ年上。性格は気さくな姉御肌。柔道部所属だが空手部を掛け持ちしており、どちらも県大会レベルで喧嘩も強い。主人公のことを何かデカいことする男だと目をかけてくれる。玲泉とは、かつて喧嘩の仲裁に入った出来事を通じて親友関係にある。
高城 秋生（たかしろ あきみ）
主人公の元同級生で本土の町に住んでいる。メールやチャットで話すのが好き。かわいいものの感覚は多少ずれている。幽霊に呪われているらしく、その幽霊は後に主人公に呪いを掛けてくる。イベントは彼女候補の中でも特にホラーな展開となり、進めるには運もいる。EDは一つのみ。
葉月（はづき）
いつも泉にいる謎の女の子。その正体に秘密があるが、ルートによって正体が異なる。どちらのルートにもランダム要素が絡んでいるため、クリアは難しい。
正体が「幽霊」の場合、1946年に入水自殺した人物の霊と最終イベントで判明。生前に恋人がいたのだが、太平洋戦争の戦局悪化に伴い彼も兵士として動員され、後に特攻隊員として出撃し戦死。彼とは「もしどちらかが先に死んだら、遺された方は後を追おう」と誓っており、その誓いを果たすため自殺。このことを知った日の出島住民は、彼らが共にいられるようにとあけぼの丸殉難者慰霊碑に奉り慰霊していた。全ての事情を主人公に話した後、昇天する。その後、主人公は「仲根 五月（なかね さつき）」という彼女と瓜二つの少女と出会うことになる。
正体が「泉の女神」という設定の場合は若干性格が軽くなっており、目撃した山田からも「女神らしくない」と言われている。

#### その他
天本 セツ（あまもと セツ）
天本玲泉の祖母。神社の神主をしており、頭に火を付けた蝋燭を白い布で巻いて乗せている。別名「不吉ババア」であり、彼女を知る日の出島の人達には嫌われているが、自身はあまり気にしていない様子。
主人公に呪いについて教えるが、実は主人公に呪いを掛けた本サクセスの黒幕。最終的には河島廉也に日の出高校野球部が甲子園で優勝したのを伝えた後、病死する。
池沢 うめ
よろず屋の店主のおばさん。3のジャンク屋のように各種アイテムや装備アイテム、部室のレベルアップ材料を販売する。山田はうめの店に大量のお宝グッズが眠っていると思い込んでいる。「6」の作中に死去したことが山田のイベントで触れられる。
黒野 鉄斎（くろの てっさい）
島の研究所にいる怪しい老人。割と善人だが、夢は世界征服で悪の天才科学者を自称している。しかし日の出島の住民には変人扱いされており、本気にされていない。クローン人間の黒野兄弟を製作したが、その兄弟達が全員野球の楽しさに目覚めて言うことを聞かなくなってしまい、この一件で日の出島から家出してしまった。
島岡 耕作（しまおか こうさく）
島岡姉弟の父親で、日の出島の村長。鉱山の所有者で島でも指折りのお金持ち。高校時代は野球部だった。野球部のためにアルバイトをする武雄を諌め、必要な機材を買い与えようとしたが、「野球部のことに関しては自力で解決したい」と断られる。
河島 廉也（かわしま れんや）
故人であり、太平洋戦争当時の野球部キャプテン。戦争終戦まで生き延びたが、島に戻る途中に乗艦のあけぼの丸が機雷によって沈没し、死亡。外見は主人公によく似ている。天本セツとは恋人同士だった。
アレンジチームの日の出高校には投手として登録されている(顔グラフィックは主人公の流用)。変化球は一切無い代わりに豪速球と非常に高いスタミナ、そして大神にも引けを取らない野手能力を持つ。
大神 美智男（おおがみ みちお）
大神博之の父親であり、大神グループの会長。息子が良い環境で野球が行えるよう、日の出高校の野球部に資金援助を行う。まだこの時点では会長ということ以外、特に目立った活動はしていないが、後のシリーズでも度々登場し、シリーズに大きな影響を与える最重要人物であることが判明する。
主人公の父（しゅじんこうのちち）
日の出島で開業医をしている医者。もともとは本土の大学病院に勤めていたが、妻を亡くしたことをきっかけに都会での生活に嫌気が差し、日の出島に渡ってきた。家庭を顧みなかったことを後悔している。展開によっては、みゆき先生と付き合うことになる。
平田 ヤス
日の出高校の体育教師。深雪先生に好意を寄せている。物語の展開によっては野球部の顧問を務めていたことになる。
瀬島 光正（せじま みつまさ）
日の出高校の校長先生。元音楽教師で柔道の有段者。後に野球部部室の炎上事件について藤田と共に真相を突き止めるが、事件を隠蔽した。
藤田 源五郎（ふじた げんごろう）
日の出島の駐在警官。神隠しについて探る主人公に対し「漫画の読みすぎ」として相手にしていない。野球部部室の炎上事件について調査し、出火原因が放火という真相を突き止めるが、人員不足等の事情から事件の隠蔽を決意した。
アルベルト
シリーズ皆勤賞の怪しい外人。離島である日の出島にまで現れ、主人公に怪しい物品を売りつける。また、元野球選手として日の出高校野球部に招かれて部員たちに指導を行い、これまで同様すぐに骨折するなど扱いは変わらず。
おばちゃん
初期シリーズ常連のおばちゃん。『1』で登場したおばちゃんの親戚。作中ではもう一人顔付きのおばちゃんが登場するが、接点はない。
悪魔（あくま）
魂を引き換えに願いを叶える悪魔。
『パワプロクンポケット』シリーズでは珍しく口と耳があるキャラクター。これは『4裏』の敵で制作されたのが初である為。
主人公の夢の中で登場。魂と引き換えに願いを叶える。なお、魂は前払い。礼儀正しい性格で常に敬語で話す。
叶えられる願いは「呪いを解いてくれ」「全ての能力を最大値に」「叶えられる願いの数を100個に」等理想的なものだが、例えば「叶えられる願いの数を100個に」だと、まず主人公の魂を奪われ、主人公の行動が支配される為に自ら「99個の願いを放棄する」と発言する等、碌な結果にならない。一方で出会う度に何も願わなければ、最終的に主人公の無欲を評価して有用なアイテムをいくつかくれる。おまもりを所持していると自分の存在を一切明かさず問答無用でおまもりを奪い去って行く。いわゆるおまもりが主人公を悪魔から守る結果となる為に「呪い」を受ける事が無い。このイベント後に主人公は目を覚ますが、夢の出来事を全く覚えていなかった。

### 作中用語
日の出島
物語の舞台となる離島（ただし一日で本土と往復でき、島から本土が目視できるほどの距離）。
昔からの自然が多く残る島であり、特別天然記念物であるオオサンショウウオなども見かけることができる。
島の中には日の出高校やウメの雑貨屋などがあり、施設は比較的充実している。
あけぼの丸沈没事件
太平洋戦争後、復員して帰還する途中の輸送艦あけぼの丸が、日の出島近海で魚雷と接触し沈没した事件であり、本編の核となる出来事。あけぼの丸には当時の日乃出中学（現在の日の出高校）の野球部員12名も含まれていたが、船の沈没により野球部員全員、全体でも19人が死亡する惨事となった。
この犠牲者の野球部員にはキャプテンであった河島廉也や、神木唯の父親の叔父であった神木哲郎も含まれていた。日の出島には現在彼らの冥福を祈った慰霊碑が建てられている。

## 裏サクセス（RPG風ファンタジー編）
ファンタジー世界の勇者となって、野球人形を動かす珠を集める旅に出る。途中お金を貯めてパーツを買い、野球人形を強くしていく。人形の能力向上などのルールは前作のサイボーグ編とほぼ同じである。また、このRPG編ではあるイベントをこなすと、本家パワプロに登場した選手のうち、大豪月・猪狩守・猪狩進・早川あおいをサクセス選手として登録することが出来る。このモードでは、過去作品のキャラがゲストで登場している。
なお、操作できるのは主人公だけで、ヤマダ・ミユキ以外の仲間は自動で行動する。

### ゲームシステム
- 主人公は心・技・体の珠を集めて野球人形を献上することが目標。
- マップ上を移動する、休憩するなどの行動を取ると1日が消費される。
- 野球人形の能力を上げるパーツは10日ごとに値上がりする。これは後のシリーズでも同様。
- 主人公のHPが0になり死亡する（戦闘で直接0になる以外にもイベントや毒状態で0になる場合もある）か、200日目に心・技・体の珠を持っている状態でキャッスル城にいないとゲームオーバー。200日以前に野球人形を献上することもできるが、残り日数によってはボーナスがもらえたり最終決戦が発生する。
- レベルの最高値は30。敵にレベルは設定されていない。
- 主人公以外の仲間は戦闘終了時にHP、MPが全回復し、次の戦闘では満タンの状態で戦う。HPが0になり死亡しても復活はできない。
- クリティカルヒットとして痛い一撃と致命的な一撃がある。痛い一撃はダメージが増加するだけだが、致命的な一撃は残りHPを1にする攻撃であり、最終ボスにも決まる場合がある。発動する可能性のあるキャラクターは決まっている。

### 登場人物
登場人物の振仮名の括弧書きと名前の後の括弧書きは表サクセスでの登場人物の本名と本作までに登場した表サクセス。未表記は裏サクセスオリジナル登場人物。

#### 主要人物
主人公（しゅじんこう）
過去に幾度となくキングダム王国を救ったことがある勇者。ゲームの進め方により「日の出高校編の主人公であったが神隠しに遭い、この世界に飛ばされた」もしくは「この世界に生まれたが、故郷の村をモンスターに襲われたのがきっかけで勇者になった」という過去のどちらかが明かされる（一回のプレイではどちらか一方のイベントしか発生しない）。
ヤマダ【山田 平吉（やまだ へいきち）：『4』】
王宮付きのプロの会計士。主人公の会計記録を取るために同行する。ドジばかりしているため活躍するシーンはほとんどなく、EDでも足を引っ張る事に。戦闘には参加しない。

#### 仲間
ミユキ【田中 深雪（たなか みゆき）：『4』】
テンプル神殿で魔物に捕らえられていたシスター。戦闘には参加しないが、回復系の魔法でサポートしてくれる。
ユイ【神木 唯（かみき ゆい）：『4』】
魔王の城の近くに住む、ルクハイドの魔女の孫。報酬を前払いすることで仲間に入れることが出来る。
ハヅキ【葉月（はづき）：『4』】
孤児で教会で育てられた子供。ミユキに会わないままテンプル神殿に行くと仲間から離れる。
モリモト【森本 満（もりもと みつる）：『4』】
ルーフェンの森のエルフ。エルフの中では勇者として名が通っている。
ツツミ【堤 篤弘（つつみ あつひろ）：『4』】
魔法を批判する学者。爆弾を使って戦闘をサポートすることが多い。
いずれ魔法に変わり科学の時代が到来すると主張している。
アキミ【高城 秋生（たかしろ あきみ）：『4』】
暗殺者。時々ギャンブル勝負を挑んでくる。展開によっては、彼女が恐ろしいことになる。パワポケ9の裏サクセスでも同様の展開が見られる。
コヤマ【小山 高雄（こやま たかお）：『4』】
迷いの森に住む木こり。
オオガミ【大神 博之（おおがみ ひろゆき）：『4』】
自分を鍛えるために修行の旅をしている騎士。腕に覚えのありそうな人物を見つけると戦って倒そうとする。会っても仲間にしないままでいるとつけ狙われるが、さらに拒否し続けると野球大会の後で決闘の約束をすることになる（パーティーが二人以下の場合はこの時点で強制的に仲間になる）。このイベントを発生させていると、ラストバトル後に彼と一対一の戦闘が発生する。この戦闘で負けても選手登録には影響しない。
アカサカ【赤坂 洋一（あかさか よういち）：『4』】
最強を目指す格闘家。主人公とは顔なじみ。戦闘では何よりも素手が最強であると信じて疑わない。
ワン公（ワンこう）【犬（いぬ）：『4』】
街で出会う野良犬。戦闘では主人公をかばうことが多い。
ヒラヤマ【平山 紀之（ひらやま のりゆき）：『1』『3』】
主人公と顔なじみの勇者として登場。展開によっては魔王の下で連絡員として働くことになる。
アルベルト【アルベルト・安生・アズナブル（アルベルト・あんじょう・アズナブル）：『1』『2』『3』『4』】
ベースボーラーかつ旅芸人として登場。グラフィックは本編同様スーツ姿。自身の状態にかかわらず逃走するという厄介な行動を持つ。一応、街に訪れるたびにお金が少々増える。
フユノ【冬野 枯男（ふゆの かれお）：『1』『2』『3』】
預言者として登場。遭遇すると強制的にパーティーへ参入する。戦闘能力は低くあまり役に立たないが、パーティに加えていると中盤に出現するボスを落とし穴の罠で撃退するという活躍を見せる。彼が仲間になっている状態で、妖精の女王に会うと生贄にされ、パーティから強制的に外れる。
ドミオ（ドミオ・バンデラス/メカドミオ：『2』『3』）
忍者として登場するのだが、どう見ても忍んでいるようには見えない。

#### 悪党
ここでは野球人形強奪事件の悪党を紹介。
カメーダ【亀田 光夫（かめだ みつお）/ハイパー亀田（ハイパーかめだ）：『1』『2』『3』】
本サクセスの黒幕。古代遺跡を掘り出し、ガンダーゴーレムを使い世界征服を企む。本サクセス真最終ボス。次回作以降の裏サクセスにも度々登場する。
ディジーズ【大神 美智男（おおがみ みちお）：『4』】
キングダム王国議員で本件の表向きの黒幕を装ったサブリーダー。展開次第でロットと小隊長共々最終ボスの1人で登場。クーデターを計画し、隣国との戦争を企んでいる。
ロット【島岡 武雄（しまおか たけお）：『4』】
ディジーズの手下で傭兵部隊の指揮官。展開次第でディジーズと小隊長共々最終ボスの1人で登場。主人公を始末するため、あの手この手を駆使して襲撃してくる。
暗殺者（あんさつしゃ）
終盤でロットがクーデター計画の実行部隊が減るのを嫌い特別に雇った暗殺者ギルドのプロの暗殺者。毒矢、爆殺ボーラ、毒粉で主人公を付け狙う。暗殺の腕は確かだが、展開で弱体化したり、オオガミやアキミが代役で主人公を追い詰める場合がある。
イル【天本 玲泉（あまもと れいせん）：『4』】
プレイグ同様、関西弁でしゃべる魔道士兄妹の妹。姿は表サクセスの天本玲泉だが、プレイグ役の真賀津の妹という設定のため、性格や口調が大幅に変わっている。本サクセスプレイ回数が一定になるとディジーズからこの点についてツッコまれるメタフィクション発言イベントが発生。定期イベントでプレイグ共々中ボスの1人で登場するが展開次第でプレイグ共々最終ボスの1人で登場する事も有る。
プレイグ【真賀津（まがつ）：『4』】
関西弁で喋る魔道士兄妹の兄。計算高いが、どこか抜けているところがある。定期イベントでイル共々中ボスの1人で登場するが展開次第でイル共々最終ボスの1人で登場する事も有る。
悪魔（あくま）【悪魔（あくま）：『4』】
イルとプレイグに召喚された悪魔。『4』では顔だけだったが、本作では戦闘画面で全体像を見る事ができ、背中に2対の翼に尻尾が生えた全身紫の姿。表サクセス同様最初は礼儀正しく「魂と引き換えに願いを叶える」と言うが、表サクセスと違い実はそれは建前で願いを叶える気が一切無く、粗暴な本性を現して人の魂を問答無用で奪う。物語ではヤマダに迫り、ヤマダから「その願いを100にするでやんす」と願われた際はヤマダの魂を問答無用で奪おうとしたが、主人公達に殺害された。
階級があるらしく「ヒラ悪魔」「悪魔課長」「悪魔部長」「悪魔支店長」が存在。
兵士（へいし）
カメーダの計画に加担するディジーズとロットの部下。

#### 悪党2
ここでは野球人形強奪事件と無関係な悪党を紹介。
アキホ【秋穂 不作（あきほ ふさく）：『4』】
各地から女の子の誘拐や買収をしている魔物。倒すとさらにスーパーデスアキホ、ウルトラデスアキホにパワーアップして襲いかかってくることも。パワーアップするたびに褌→トランクス→ブリーフと下着が変わる。
ムラタ【村田 克哉（むらた かつや）：『4』】
同じ姿だが、ある時はアキホの部下でミユキを追い、またある時は砂漠の民で水と引き替えに高額な通行料を要求して来る等、非常に汎用性の高い人物。
スリ
名前通りスリ。主人公が各町に来た際にランダムで登場して主人公に故意にぶつかり金を盗んでいく。ところがアキミがいると主人公から盗んだ金を全て取り返される等、アキミの方が1枚上手。

#### その他
イシダ【石田 昭三（いしだ しょうぞう）：『4』】
各地を旅する商人。主人公とは顔なじみで、届け物を依頼したり薬草を買い取るイベントがある。
ルクハイドの魔女（ルクハイドのまじょ）【天本 セツ（あまもと セツ）：『4』】
港町ルクハイドに住む物知りな魔女。本名不詳。序盤で主人公に野球人形の情報を教え、レーダーや魔法の杖を渡す（どちらも有料）。以降は会いにいくと状態異常の治療やテレポートといった各種サービスを有料で行ってくれる。フィールド上でも遭遇することがあり、その時も各種サービスを受けられる。
シマオーカ【島岡 耕作（しまおか こうさく）：『4』】
キングダム王国の国王。
大臣（だいじん）【瀬島 光正（せじま みつまさ）：『4』】
キングダム王国の大臣。
魔王（まおう）【黒野 鉄斎（くろの てっさい）：『4』】
魔王の城に住む魔王。温厚な性格の魔王らしくない魔王だが、実際はとてつもなく強く、戦っても絶対に勝てない。
魔王の手下（まおうのてした）【黒野兄弟（くろのきょうだい）：『4』】
魔王の手下。表サクセス同様同じ顔をした仲間が複数存在するが、本作では黒野7号と言う魔王の手下が1人だけ登場。「少なくとも後6人はいる」と言う。
ヤマモト【山本 有三（やまもと ゆうぞう）：『4』】
イシダ同様、各地を旅する商人。本人曰く、「稼ぎは2番で愛想1番」。魔王から一足先に「体の珠」を手に入れており、主人公に高額で売りつけてくる。
タナカ【田中 一夫（たなか かずお）：『1』】
スラム街に住む勇者トイの子孫。
チチロ【主人公の父親（しゅじんこうのちち）：『4』】
主人公にアイテムを渡して仲間に加入しようとするが、相手にしてもらえない空腹で悲しい中年剣士として登場。主人公に渡すアイテムは「ゴミパーツ」とランダムアイテムの2個。自分を「強い剣士」と主張するが胡散臭く、主人公の仲間になりたいのも「主人公の仲間になれば食事にありつける」と邪な考えを持ってるだけである。
ノリカ【荒井 紀香（あらい のりか）：『1』『2』『3』】
妖精の泉に住む妖精達の女王。主人公のことをマイダーリンと呼ぶ。
カネオ、ギンジ、パルオ【荒井三兄弟（あらいさんきょうだい）/荒井 金男（あらい かねお）、荒井 銀次（あらい ぎんじ）、荒井 晴男（あらい ぱるお）：『1』『2』『3』】
ノリカの手下の妖精。妖精の地に足を踏み入れた者を女王の元に連れていくのが主な役目。
ウエダ【上田 卓未（うえだ たくみ）：『4』 】
主人公が各町で荷物の宅配を頼む商人として登場。

## 収録選手
選手名および球団名はパッケージには2001年シーズン終了時のデータを基に搭載していると表記されているが実際には2002年開幕当時のデータを搭載したものである。1チーム投手10人、野手14人の総勢288人の選手が収録されている。

## スタッフ
- プロデューサー - 赤田勲
- プロデューサー・ディレクター - 藤岡謙治
- 企画スタッフ - 西川直樹、井上秀登、宮岡宏司、藤岡謙治、三浦陵介、萩原千香子
- プログラム - 井上秀登、西川直樹、宮岡宏司、三浦陵介
- グラフィック・イラスト - 藤岡謙治、萩原千香子
- サウンド - 岩切剛文、広野智章、佐藤直之、小野貴士、砂子純子
- 取扱説明書・パッケージなど - 宇野智
- パッケージCG制作 - 山本竜彦
- 選手データ作成 - DIAMOND HEADのみなさん
- スペシャルサンクス - 大木賢二、半田由紀子、江澤亜希子、DIAMOND HEADのみなさん
- KONAMI